# 荒木レナ
荒木 レナ（あらき れな、1989年10月20日 - ）は、日本のニューハーフAV女優。T-POWERS所属。

## 略歴
- 2013年10月1日、『絶世の美女ニューハーフデビュー　荒木レナ』（MOODYZ）でAVデビュー。
- 2016年、AV OPEN 2016 に『夢の競演！一泊二日のフル勃起ニューハーフ温泉　橘芹那　荒木レナ』（僕たち男の娘）がノミネートされた[2]。
- 2017年12月13日、『絶世の美女ニューハーフ 荒木レナ 引退』（ワンズファクトリー）でAV引退。

## 出演作品

### アダルトビデオ
2013年
- 絶世の美女ニューハーフデビュー　荒木レナ（MOODYZ、2013年10月1日）
- 最高級ニューハーフソープ　荒木レナ（MOODYZ、2013年11月1日）
- 絶世の美女ニューハーフ 潜入捜査官　荒木レナ（MOODYZ、2013年12月1日）

2014年
- フル勃起ニューハーフ　荒木レナ（グローリークエスト、2014年3月6日）
- 奇跡の国宝級ニューハーフ 華麗なるシーメール 02　荒木レナ（Lady Boy/妄想族、2014年4月19日）
- いいなり従順ニューハーフ　荒木レナ（メーテルホルモン、2014年4月25日）
- ニューハーフ露出温泉 濃密ふたり旅 05　荒木レナ（メーテルホルモン、2014年5月23日）
- 「一滴残らず手でヌいて」（セックスエージェント、2014年8月14日）
- 女よりも女らしい。がニューハーフ（BALTAN、2014年8月22日）
- 美人ニューハーフ6人の自画撮りアナニー（グローリークエスト、2014年10月2日）
- 偽女神拷問伝 ～Episode 1 特殊部隊 荒木レナ～（ベイビーエンターテイメント、2014年11月13日）

2015年
- 絶世のニューハーフと美女装子 BEST（MOODYZ、2015年2月1日）
- ニューハーフ露出温泉 コンプリートBEST 8時間（メーテルホルモン、2015年7月10日）

2016年
- 復活！超美人ニューハーフ アナルとチ●コに媚薬を塗られて絶頂SEX　荒木レナ（僕たち男の娘、2016年5月27日）
- オナ禁1ヶ月で全身性感帯になったニューハーフの馬並み発射！　荒木レナ（僕たち男の娘、2016年6月10日）
- 超美形ニューハーフ ピタコスでペニクリが擦れてパッツパツ　荒木レナ（僕たち男の娘、2016年7月8日）
- レズ解禁 童貞喪失　荒木レナ（僕たち男の娘、2016年8月12日）
- 夢の競演！一泊二日のフル勃起ニューハーフ温泉　橘芹那 荒木レナ（僕たち男の娘、2016年9月2日）
- 本気で無敵の引退 デビュー5周年！マル秘解禁240分SPECIAL 全てを曝け出しラストステージへ…「kira☆kira未公開映像も収録」 丘咲エミリ（アイデアポケット、2016年11月7日）※友情出演
- お願いイカセてください…美人過ぎるニューハーフ寸止め大絶叫 荒木レナ（僕たち男の娘、2016年11月11日）
- ドM女教師 教え子達に調教されてペニクリフル勃起 荒木レナ（僕たち男の娘、2016年12月9日）

2017年
- キレイで優しい僕のお姉ちゃんはニューハーフ 荒木レナ（僕たち男の娘、2017年1月13日）
- 無限種付SP 美しすぎるニューハーフ 10連続中出し！ 荒木レナ（僕たち男の娘、2017年2月10日）
- 僕たち男の娘 2周年記念 8時間BEST（僕たち男の娘、2017年5月12日）
- 【僕たち男の娘】カリスマ5天王集結 最強4時間SP（僕たち男の娘、2017年8月11日）
- 僕たち男の娘100本記念Anniversary！永久保存版8時間BEST（僕たち男の娘、2017年12月8日）
- 絶世の美女ニューハーフ 荒木レナ 引退（ワンズファクトリー、2017年12月13日）

2018年
- 僕たち男の娘 3周年記念 8時間BEST（僕たち男の娘、2018年6月8日）
- 2017年作品完全コンプリート中出しSEXベスト12時間（ワンズファクトリー、2018年7月1日）
- 媚薬でペニクリ大勃起フェス！ 厳選10人4時間（僕たち男の娘、2018年7月13日）
- 激射精30発！30人！超豪華版 僕たち男の娘祭！！（僕たち男の娘、2018年9月14日）

2019年
- ペニ筋くっきり！超美形ニューハーフピタっとコスプレ240分BEST ～異様な膨らみがたまらない～（僕たち男の娘、2019年4月12日）
- 貞操帯で限界ギリギリまでオナ禁させたら全員発狂しながら大量射精してイキ狂う！12人8時間（僕たち男の娘、2019年5月17日）